# Luke Grimes
Pour les articles homonymes, voir Grimes.
Luke Timothy Grimes, dit Luke Grimes, est un acteur américain né le 21 janvier 1984 à Dayton (Ohio).

## Biographie
Luke Grimes est né le 21 janvier 1984 à Dayton (Ohio). Ses parents sont Randy Grimes, un pasteur pentecôtiste et Angie Baker. Il est le dernier d'une fratrie de quatre enfants.
Il a étudié en 2004 à l'American Academy of Dramatic Arts.

### Vie privée
Il est marié depuis 2018 à Bianca Rodrigues.
En octobre 2024 il devient papa d'un petit garçon.

## Carrière
Depuis 2018 il joue dans la série Yellowstone et retrouve pour l'occasion Dave Annable de Brothers & Sisters, lors du premier épisode.

## Filmographie

### Cinéma
- 2006 : All the Boys Love Mandy Lane de Jonathan Levine : Jake
- 2007 : War Eagle, Arkansas de Robert Milazzo : Enoch
- 2008 : Assassinat d'un président (Assassination of a High School President) de Brett Simon : Marlon Piazza
- 2010 : Shit Year de Cam Archer : Harvey West
- 2012 :  Taken 2 d'Olivier Megaton: Jamie
- 2013 : The Wait de M. Blash : Ben
- 2013 : Dark Around the Stars de Derrick Borte : Evan
- 2014 : Squatters de Martin Weisz : Michael
- 2015 : American Sniper de Clint Eastwood : Marc Lee
- 2015 : Cinquante nuances de Grey (Fifty Shades of Grey) de Sam Taylor-Wood : Elliot Grey
- 2015 : Shangri-La Suite d'Eddie O'Keefe : Jack
- 2015 : Free Love (Freeheld) de Peter Sollett : Todd Belkin
- 2015 : Forever de Tatia Pilieva : Charlie
- 2015 : Manhattan Undying de Babak Payami : Max
- 2016 : Les Sept Mercenaires (The Magnificent Seven) d'Antoine Fuqua : Teddy Q
- 2017 : Cinquante nuances plus sombres (Fifty Shades Darker) : Elliot Grey
- 2017 : Un Noël à El Camino (El Camino Christmas) de David E. Talbert : Eric Norris
- 2018 : Cinquante nuances plus claires (Fifty Shades Freed) : Elliot Grey
- 2019 : Into the Ashes d'Aaron Harvey : Nick Brenner
- 2023 : Le Bonheur pour les débutants de Vicky Wight : Jake
- 2025 : Eddington d'Ari Aster : Guy Tooley

#### Court métrage
- 2012 : The Light in the Night de Sarah Daggar-Nickson : L'homme

### Télévision

#### Séries télévisées
- 2009 - 2010 : Brothers and Sisters : Ryan Lafferty
- 2013 : True Blood : James
- 2018 -2024 : Yellowstone : Kayce Dutton

#### Téléfilms
- 2012 : Outlaw Country : Eli Larkin

## Distinctions

### Récompense
| Année | Cérémonie                                           | Catégorie                           | Film/Série          |
| ----- | --------------------------------------------------- | ----------------------------------- | ------------------- |
| 2008  | Festival du Film de Breckenridge - Best of the Fest | Meilleur acteur dans un second rôle | War Eagle, Arkansas |

### Nominations
| Année | Cérémonie | Catégorie | Film/Série |
| ----- | --------- | --------- | ---------- |

## Voix françaises
| - Benjamin Pascal dans : - Shangri-La Suite - Les Sept Mercenaires - Nicolas Berno dans : - Cinquante nuances de Grey - Cinquante nuances plus claires Et aussi - Axel Kiener dans All the Boys Love Mandy Lane - Thomas Sagols dans Brothers and Sisters (série télévisée) | - Donald Reignoux dans Taken 2 - Jean-Baptiste Marcenac dans True Blood (série télévisée) - Thibaut Lacour dans American Sniper - Benjamin Siksou dans Free Love - Jim Redler dans Un Noël à El Camino - Franck Lorrain dans Yellowstone (série télévisée) |